# Caddie (filme de 1976)
Caddie é um filme biográfico australiano de 1976 dirigido por Donald Crombie e estrelado por Helen Morse. É baseado no livro Caddie, the Story of a Barmaid, uma autobiografia parcialmente fictícia de Catherine Beatrice "Caddy" Edmonds.
O filme foi responsável pelo chamado "renascimento cinematográfico" australiano dos anos 1970, e foi bem recebido pela crítica e o público, além disso, Caddie foi um dos poucos filmes da época a se concentrar em contar a história de uma mulher. O filme recebeu 7 indicações ao AACTA Awards, vencendo em quatro categorias, incluindo o prêmio de melhor atriz para Helen Morse.

## Elenco
- Helen Morse	...	Caddie Marsh
- Takis Emmanuel	...	Peter
- Jack Thompson	...	Ted
- Jacki Weaver	...	Josie
- Melissa Jaffer	...	Leslie
- Ron Blanchard	...	Bill
- Drew Forsythe	...	Sonny
- Kirrily Nolan	...	Esther
- Lynette Curran	...	Maudie